# Yokogawa

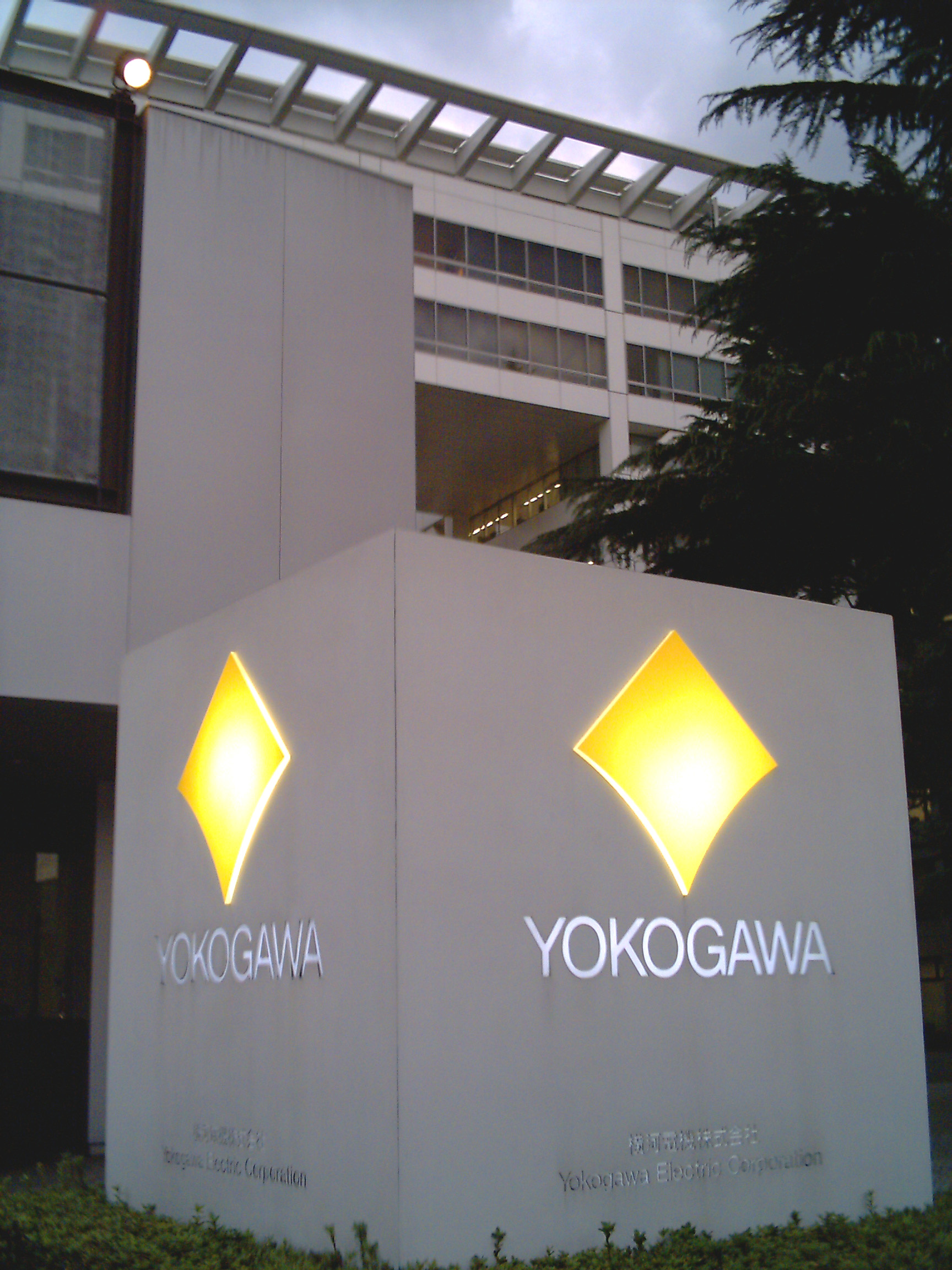
Sede central en Musashino

Yokogawa Electric Corporation (en japonés 横河電機株式会社, Yokogawa Denki Kabushiki-gaisha) (TYO: 6841) es un fabricante japonés de equipos de test y medida, así como sistemas de control y automatización de procesos industriales, presente en todo el mundo.
Cuenta con una plantilla global de más de 19.000 empleados, 92 filiales y 3 empresas afiliadas que operan en 59 países. La compañía cotiza en la Tokyo Stock Exchange y forma parte del índice bursátil Nikkei 225.
Fundada en 1915 por el Doctor Tamisuke Yokogawa, la compañía, comprometida con la investigación y la innovación, fue pionera en el desarrollo de sistemas de control distribuido. 
Algunos de los productos más reconocibles de Yokogawa son los sistemas de control de producción, instrumentos de test y medida, transmisores de presión, caudalímetros, analizadores de oxígeno y control avanzado de procesos.
Yokogawa fue pionera en el desarrollo de sistemas de control distribuidos e introdujo su serie Centum DCS en 1975.

## Historia
La creación de Yokogawa se remonta a 1915, cuando el Dr. Tamisuke Yokogawa, un renombrado arquitecto, estableció un instituto de investigación en Shibuya, Tokio. Después de ser pionera en el desarrollo y producción de medidores eléctricos en Japón, esta empresa fue incorporada en 1920 como Yokogawa Electric Works Ltd.
En 1933 Yokogawa comenzó el desarrollo y fabricación de instrumentos de vuelo y controladores de flujo, temperatura y presión. En los años posteriores a la guerra, Yokogawa desarrolló sus primeras grabadoras electrónicas, firmó un acuerdo de asistencia técnica para instrumentos industriales con la firma estadounidense Foxboro y abrió su primera oficina de ventas en el extranjero (Nueva York).
En la década de 1960, la empresa entró a gran escala en el mercado de la instrumentación industrial e inició el desarrollo, fabricación y venta de caudalímetros de vórtex y, en la década siguiente, estableció su primera planta de fabricación fuera de Japón (Singapur), abrió una oficina de ventas en Europa, y se convirtió en una de las primeras empresas en llevar al mercado un sistema de control de procesos distribuidos. En 1983 Yokogawa se fusionó con Hokushin Electric Works y, hacia finales de la década, entró en el negocio de instrumentos de medición de alta frecuencia. En la década de 1990, Yokogawa estableció una oficina en Baréin para supervisar sus negocios en el Medio Oriente y entró en el negocio de la biotecnología y los escáneres confocales.
En 2002 la firma continuó creciendo con la adquisición de Ando Electric y en 2005 sentó las bases para un nuevo nivel de globalización en su negocio de automatización industrial con el establecimiento de Yokogawa Electric International en Singapur. En 2008, la empresa entró en el mercado de apoyo para el descubrimiento de fármacos con un nuevo sistema de pruebas biológicas.